# Белинский, Пётр
Граф Пётр Белинский (15 июля 1754 — 6 марта 1829, Варшава) — государственный деятель Речи Посполитой, Варшавского герцогства и Царства Польского. Писарь великий коронный (1787), сенатор-воевода Варшавского герцогства и Царства Польского. Президент сеймового суда Царства Польского (1827).

## Биография
Представитель польского дворянского рода Белинских герба «Шелига». Сын Станислава Белинского и Марианны Рогалинской.
В 1782 году Пётр Белинский был назначен камергером польского короля и великого князя литовского Станислава Августа. Позднее являлся секретарем Постоянного Совета и послом на Четырёхлетний сейм. В 1784 году стал кавалером Ордена Святого Станислава и стал комиссаром коронного скарба. В 1787 году Пётр Белинский получил должность писаря великого коронного. 1 июня 1791 года был награждён Орденом Белого Орла.
22 июля 1807 года получил французский орден Почётного легиона. В том же 1807 году король саксонский и герцог варшавский Фридрих Август назначил его сенатором-воеводой Варшавского герцогства (сохранил эту должность и при создании Царства Польского). Именным Высочайшим указом российского императора Александра І Павловича от 11 августа 1825 года был возведён, с исходящим его потомством, в графское Царства Польского достоинство. В 1827 году был избран президентом сеймового суда Царства Польского.

## Семья
В 1784 году Пётр Белинский женился на Теодоре Рогалинской, разведённой с накельским старостой Феликсом Лубенским, от брака с которой имел единственного сына:
- Ян Непомуцен Владислав Белинский (род. 1788), граф, сенатор-каштелян (1827) и ловчий (1830) Царства Польского